# Willy González
Willy González Bousellet (Ovalle, Región de Coquimbo, Chile, 24 de diciembre de 1956 – Santiago, Región Metropolitana, Chile, 26 de junio de 1984), fue un futbolista chileno que jugaba de portero.

## Trayectoria
Desde pequeño mostró su entusiasmo por el fútbol jugando por el club de su ciudad natal, con el cual debutaría en el profesionalismo. En 1979 fue contratado por Cobreloa.
En 1981 defendió la portería de Deportes Arica.
Los siguientes dos años actuó en Regional Atacama, destacando en varios rankings, lo que le valió un contrato en 1984 para actuar en O'Higgins que, entrenado por Luis Santibáñez, formó un equipo con la intención de sobresalir en la Copa Libertadores de América 1984.
Su fallecimiento se debió a un accidente doméstico producto de la inflamación incandescente por falla en el sistema de gas en el departamento habitado por el jugador en Rancagua. Sufrió quemaduras en el noventa por ciento de su cuerpo, lo que hizo infructuosa la atención médica recibida en la Posta Central de Santiago. Sus restos mortales descansan en el Cementerio Municipal de su natal Ovalle.

## Estadísticas

### Clubes
| Club             | País  | Año       |
| ---------------- | ----- | --------- |
| Deportes Ovalle  | Chile | 1975-1978 |
| Cobreloa         | Chile | 1979-1980 |
| Deportes Arica   | Chile | 1981      |
| Regional Atacama | Chile | 1982-1983 |
| O'Higgins        | Chile | 1984      |

### Reconocimientos
- Su nombre es el de uno de los camarines del Complejo Deportivo de La Gamboína, perteneciente al club O´Higgins de Rancagua.

- El Estadio Ferroviario de Ovalle, fue rebautizado como “Willy González”. Dicho recinto fue demolido el año 1991.